# 2016년 하계 올림픽 레슬링
2016년 하계 올림픽 레슬링(포르투갈어: Lutas nos Jogos Olímpicos de Verão de 2016)은 2016년 하계 올림픽의 정식 종목으로 진행된 레슬링 경기로 2016년 8월 14일부터 21일까지 브라질 리우데자네이루의 카리오카 아레나 2에서 열렸다. 자유형과 그레코로만형으로 나뉘어 진행되었으며 남자 경기는 두 종목 모두 진행되었지만 여자 경기는 자유형 경기만 치러졌다.

## 메달 집계
| 순위 | 국가                 | 금메달 | 은메달 | 동메달 | 합계 |
| ---- | -------------------- | ------ | ------ | ------ | ---- |
| 1    | 러시아 (RUS)         | 4      | 3      | 2      | 9    |
| 2    | 일본 (JPN)           | 4      | 3      | 0      | 7    |
| 3    | 쿠바 (CUB)           | 2      | 1      | 0      | 3    |
| 4    | 미국 (USA)           | 2      | 0      | 1      | 3    |
| 5    | 튀르키예 (TUR)       | 1      | 2      | 2      | 5    |
| 6    | 이란 (IRI)           | 1      | 1      | 3      | 5    |
| 7    | 아르메니아 (ARM)     | 1      | 1      | 0      | 2    |
| 8    | 조지아 (GEO)         | 1      | 0      | 2      | 3    |
| 9    | 캐나다 (CAN)         | 1      | 0      | 0      | 1    |
| 9    | 세르비아 (SRB)       | 1      | 0      | 0      | 1    |
| 11   | 아제르바이잔 (AZE)   | 0      | 3      | 6      | 9    |
| 12   | 벨라루스 (BLR)       | 0      | 1      | 2      | 3    |
| 12   | 카자흐스탄 (KAZ)     | 0      | 1      | 2      | 3    |
| 14   | 덴마크 (DEN)         | 0      | 1      | 0      | 1    |
| 14   | 우크라이나 (UKR)     | 0      | 1      | 0      | 1    |
| 16   | 우즈베키스탄 (UZB)   | 0      | 0      | 3      | 3    |
| 17   | 중화인민공화국 (CHN) | 0      | 0      | 2      | 2    |
| 17   | 스웨덴 (SWE)         | 0      | 0      | 2      | 2    |
| 19   | 불가리아 (BUL)       | 0      | 0      | 1      | 1    |
| 19   | 독일 (GER)           | 0      | 0      | 1      | 1    |
| 19   | 인도 (IND)           | 0      | 0      | 1      | 1    |
| 19   | 이탈리아 (ITA)       | 0      | 0      | 1      | 1    |
| 19   | 대한민국 (KOR)       | 0      | 0      | 1      | 1    |
| 19   | 노르웨이 (NOR)       | 0      | 0      | 1      | 1    |
| 19   | 폴란드 (POL)         | 0      | 0      | 1      | 1    |
| 19   | 루마니아 (ROM)       | 0      | 0      | 1      | 1    |
| 19   | 튀니지 (TUN)         | 0      | 0      | 1      | 1    |
| 합계 | 합계                 | 18     | 18     | 36     | 72   |

### 메달리스트

#### 남자 자유형
| 종목         | 금                               | 은                               | 동                                   |
| ------------ | -------------------------------- | -------------------------------- | ------------------------------------ |
| 57kg 자세히  | 블라디메르 힌체가슈빌리 · 조지아 | 히구치 레이 · 일본               | 하즈 앨리예프 · 아제르바이잔         |
| 57kg 자세히  | 블라디메르 힌체가슈빌리 · 조지아 | 히구치 레이 · 일본               | 하산 라히미 · 이란                   |
| 65kg 자세히  | 소슬란 라모노프 · 러시아         | 토그룰 애스개로프 · 아제르바이잔 | 프랑크 차미소 · 이탈리아             |
| 65kg 자세히  | 소슬란 라모노프 · 러시아         | 토그룰 애스개로프 · 아제르바이잔 | 이흐티요르 나브루조프 · 우즈베키스탄 |
| 74kg 자세히  | 하산 야즈다니 · 이란             | 아니우아르 게두예프 · 러시아     | 재브라이을 해새노프 · 아제르바이잔   |
| 74kg 자세히  | 하산 야즈다니 · 이란             | 아니우아르 게두예프 · 러시아     | 소네르 데미르타시 · 튀르키예         |
| 86kg 자세히  | 아브둘라시트 사둘라예프 · 러시아 | 셀림 야샤르 · 튀르키예           | 섀리프 섀리포프 · 아제르바이잔       |
| 86kg 자세히  | 아브둘라시트 사둘라예프 · 러시아 | 셀림 야샤르 · 튀르키예           | 제이든 콕스 · 미국                   |
| 97kg 자세히  | 카일 스나이더 · 미국             | 헤타크 가주모프 · 아제르바이잔   | 알베르트 사리토브 · 루마니아         |
| 97kg 자세히  | 카일 스나이더 · 미국             | 헤타크 가주모프 · 아제르바이잔   | 마고메트 이브라기모프 · 우즈베키스탄 |
| 125kg 자세히 | 타하 아크귈 · 튀르키예           | 코메일 가세미 · 이란             | 이브라힘 사이다우 · 벨라루스         |
| 125kg 자세히 | 타하 아크귈 · 튀르키예           | 코메일 가세미 · 이란             | 게노 페트리아슈빌리 · 조지아         |

#### 남자 그레코로만형
| 종목         | 금                             | 은                           | 동                                   |
| ------------ | ------------------------------ | ---------------------------- | ------------------------------------ |
| 59kg 자세히  | 이스마엘 보레로 · 쿠바         | 오타 시노부 · 일본           | 옐무라트 타스무라도프 · 우즈베키스탄 |
| 59kg 자세히  | 이스마엘 보레로 · 쿠바         | 오타 시노부 · 일본           | 스티그안드레 베르게 · 노르웨이       |
| 66kg 자세히  | 다보르 슈테파네크 · 세르비아   | 미흐란 하루튜냔 · 아르메니아 | 슈마기 볼크바제 · 조지아             |
| 66kg 자세히  | 다보르 슈테파네크 · 세르비아   | 미흐란 하루튜냔 · 아르메니아 | 래술 추나예프 · 아제르바이잔         |
| 75kg 자세히  | 로만 블라소프 · 러시아         | 마르크 마센 · 덴마크         | 김현우 · 대한민국                    |
| 75kg 자세히  | 로만 블라소프 · 러시아         | 마르크 마센 · 덴마크         | 사이드 압드발리 · 이란               |
| 85kg 자세히  | 다비트 차크베타제 · 러시아     | 잔 벨레뉴크 · 우크라이나     | 자비트 함자타우 · 벨라루스           |
| 85kg 자세히  | 다비트 차크베타제 · 러시아     | 잔 벨레뉴크 · 우크라이나     | 데니스 쿠들라 · 독일                 |
| 98kg 자세히  | 아르투르 알렉사냔 · 아르메니아 | 야스마니 루고 · 쿠바         | 젱크 일뎀 · 튀르키예                 |
| 98kg 자세히  | 아르투르 알렉사냔 · 아르메니아 | 야스마니 루고 · 쿠바         | 가셈 레자에이 · 이란                 |
| 130kg 자세히 | 미하인 로페스 · 쿠바           | 르자 카야알프 · 튀르키예     | 사바흐 섀리애티 · 아제르바이잔       |
| 130kg 자세히 | 미하인 로페스 · 쿠바           | 르자 카야알프 · 튀르키예     | 세르게이 세묘노프 · 러시아           |

#### 여자 자유형
| 종목        | 금                   | 은                               | 동                                 |
| ----------- | -------------------- | -------------------------------- | ---------------------------------- |
| 48kg 자세히 | 도사카 에리 · 일본   | 마리야 스타드니크 · 아제르바이잔 | 쑨야난 · 중화인민공화국            |
| 48kg 자세히 | 도사카 에리 · 일본   | 마리야 스타드니크 · 아제르바이잔 | 엘리차 얀코바 · 불가리아           |
| 53kg 자세히 | 헬렌 마룰리스 · 미국 | 요시다 사오리 · 일본             | 나탈리야 시니신 · 아제르바이잔     |
| 53kg 자세히 | 헬렌 마룰리스 · 미국 | 요시다 사오리 · 일본             | 소피아 맛손 · 스웨덴               |
| 58kg 자세히 | 이초 가오리 · 일본   | 발레리야 코블로바 · 러시아       | 마르와 아므리 · 튀니지             |
| 58kg 자세히 | 이초 가오리 · 일본   | 발레리야 코블로바 · 러시아       | 삭시 말리크 · 인도                 |
| 63kg 자세히 | 가와이 리사코 · 일본 | 마리야 마마슈크 · 벨라루스       | 예카테리나 라리오노바 · 카자흐스탄 |
| 63kg 자세히 | 가와이 리사코 · 일본 | 마리야 마마슈크 · 벨라루스       | 모니카 미할리크 · 폴란드           |
| 63kg 자세히 | 도쇼 사라 · 일본     | 나탈리야 보로비요바 · 러시아     | 옐미라 시즈디코바 · 카자흐스탄     |
| 63kg 자세히 | 도쇼 사라 · 일본     | 나탈리야 보로비요바 · 러시아     | 옌니 프란손 · 스웨덴               |
| 72kg 자세히 | 에리카 위비 · 캐나다 | 규젤 마뉴로바 · 카자흐스탄       | 장펑류 · 중화인민공화국            |
| 72kg 자세히 | 에리카 위비 · 캐나다 | 규젤 마뉴로바 · 카자흐스탄       | 예카테리나 부키나 · 러시아         |